# Нічний бомбардувальник

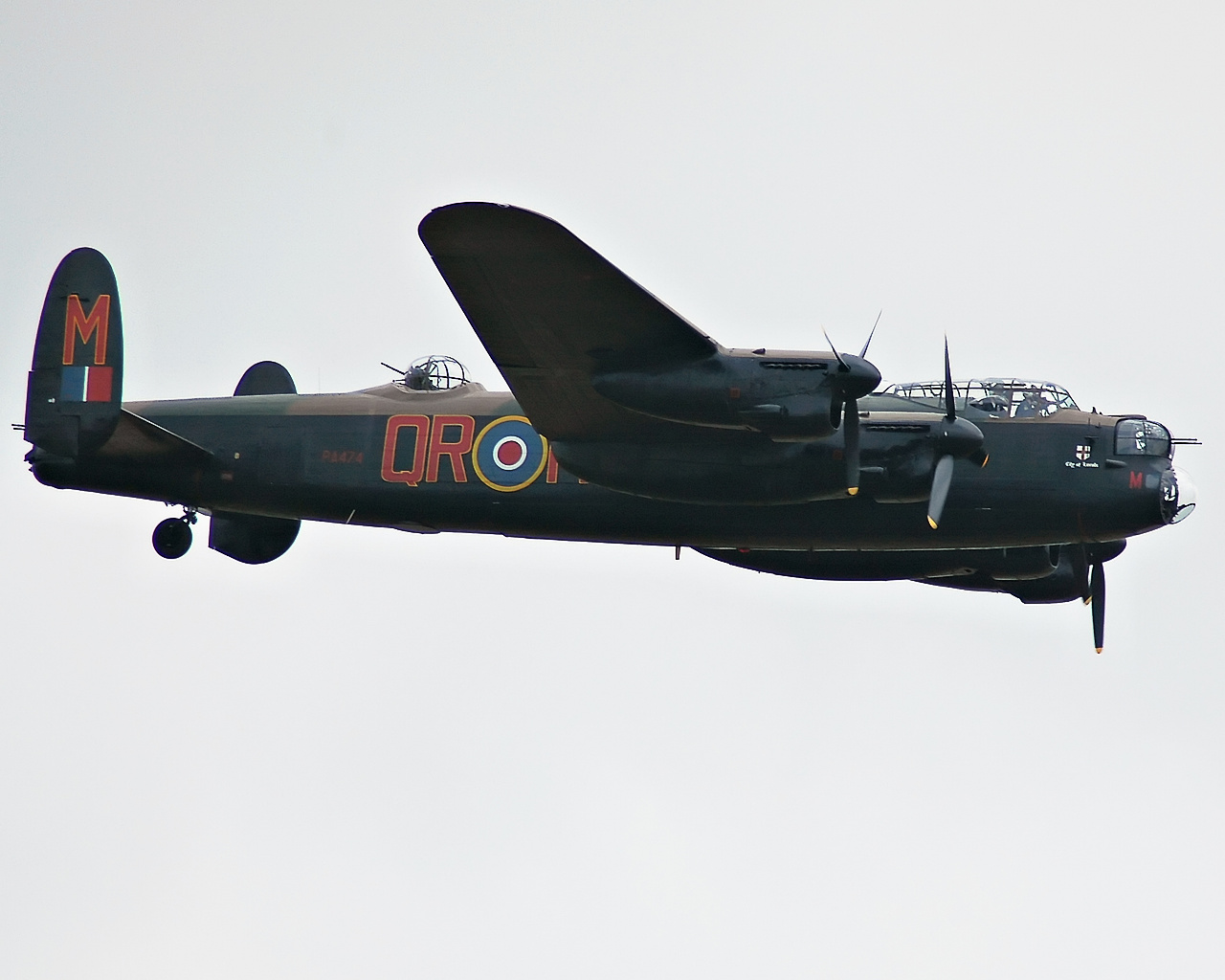
Британський Avro Lancaster

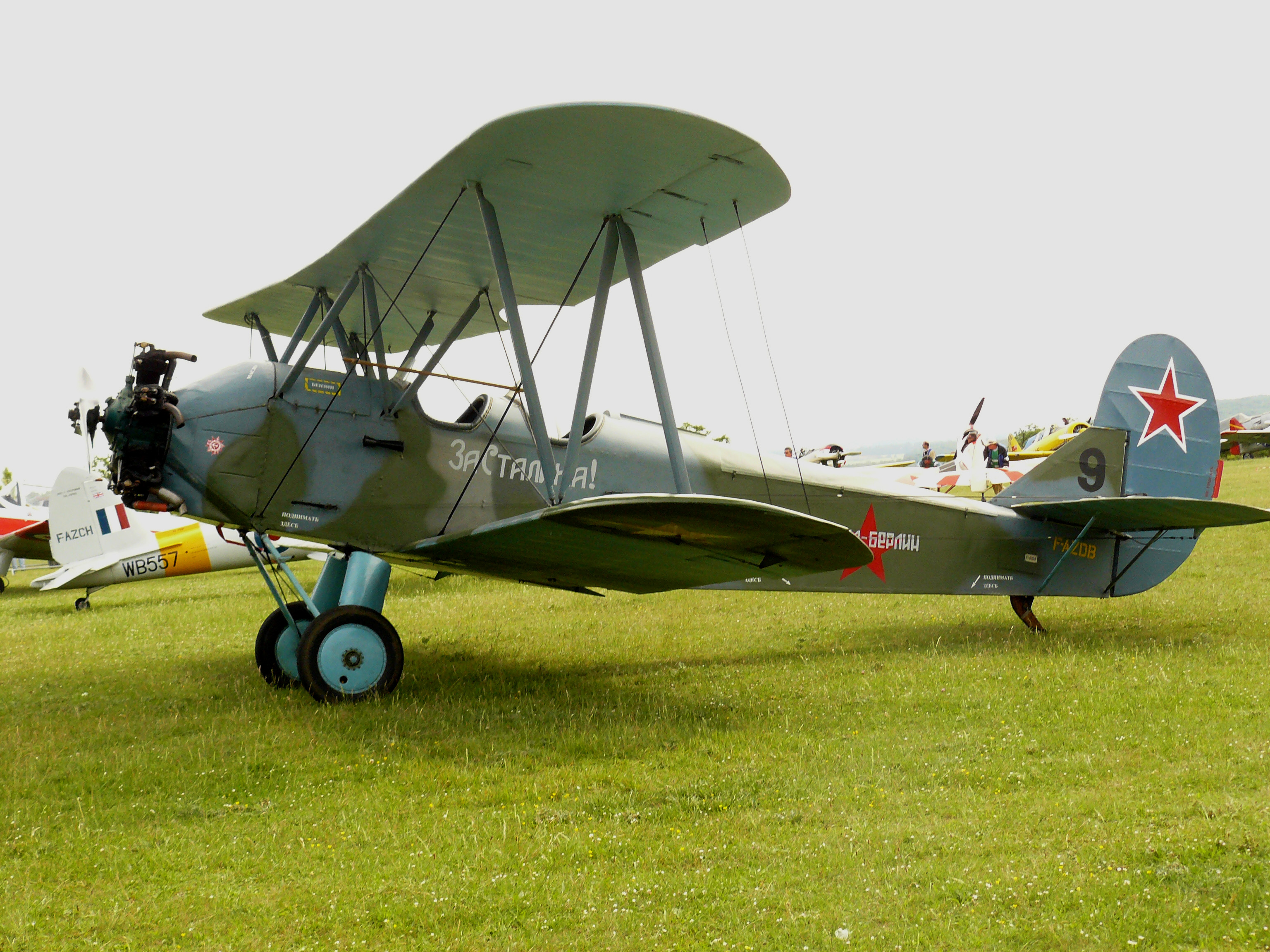
Радянський У-2

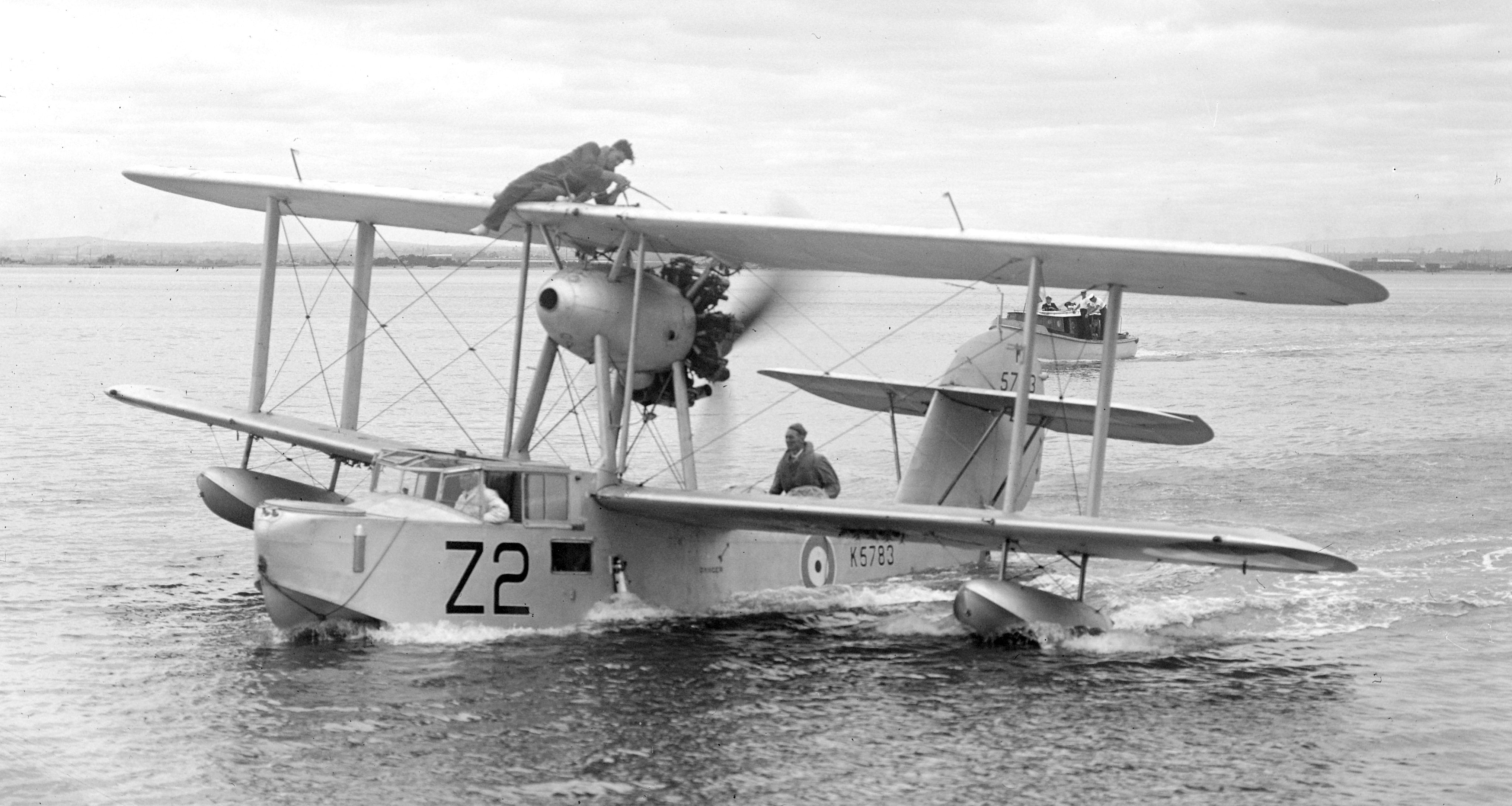
Британський Supermarine Walrus

Нічний бомбардува́льник — за класифікацією часів Першої та Другої світових воєн, різновид бомбардувальника, призначеного для ураження наземних (підземних) або надводних (підводних) об'єктів переважно у нічний час. Сучасна авіація не застосовує таку класифікацію стосовно літаків бомбардувальної авіації, тому що усі серійні бомбардувальники є всепогодними, багатофункціональними (спроможними діяти як у денний так і у нічний час).

## Нічні бомбардувальники часів Першої світової війни
- AEG N.I
- AEG G.IV
- Albatros C.VII
- Armstrong Whitworth F.K.8
- Blériot 73
- Bréguet 16
- Caudron G.4
- Caudron C.23
- Farman F.50
- Farman F.60 Bn.2 Goliath
- Gotha G.V
- Handley Page Type O
- Handley Page V/1500
- Royal Aircraft Factory F.E.2
- Royal Aircraft Factory R.E.8
- Short Bomber
- Voisin III
- Voisin X
- «Ілля Муромець»

## Нічні бомбардувальники міжвоєнного часу
- Boulton Paul P.32
- Curtiss XNBS-4
- Elias XNBS-3
- Martin B-10
- Martin NBS-1
- Witteman-Lewis XNBL-1

## Нічні бомбардувальники часів Другої світової війни
- Armstrong Whitworth Whitley
- Consolidated B-24 Liberator
- de Havilland Mosquito
- Dornier Do 217 K-1/M-1
- Handley Page Halifax
- Heinkel He 50
- PZL.37 Łoś
- Vickers Wellington